# Relations entre la Corée du Sud et la Russie
Les relations entre la Corée du Sud et la Russie désignent les relations bilatérales entre la Corée du Sud et la Russie. Les relations modernes entre les deux pays ont commencé le 30 septembre 1990.
Après la fin de l'ère coloniale japonaise en Corée entre 1910 et 1945, la guerre froide entre l'Union soviétique et les États-Unis entraîne la division de la Corée entre la Corée du Sud et la Corée du Nord, cette dernière séparant la Corée du Sud de l'URSS. À cause de cette séparation et d'idéologies opposées, les deux pays sont peu en contact jusqu'à la dislocation de l'URSS.
À partir des années 1990, les échanges et la coopération entre les deux pays s'intensifient. En 2003, le volume total des échanges entre la Corée du Sud et la Russie était de 4,2 milliards de dollars américains.

## Histoire

### Empire russe
L'Empire russe et la Corée établissent des relations diplomatiques formelles pour la première fois en 1884 après quoi la Russie exerce une influence politique considérable en Corée. En 1896, la famille royale coréenne se réfugie à Séoul dans les locaux de la diplomatie russe pour se protéger des factions pro-japonaises. La Russie perd son influence en Corée après sa défaite lors de la Guerre russo-japonaise.

### Union soviétique
Jusqu'à 1970, les relations entre les deux pays sont généralement hostiles du fait d'appui de l'Union soviétique à la Corée du Nord et à la Chine pendant la Guerre de Corée ainsi que par l'installation de bases militaires par les États-Unis en Corée du Sud, ce que l'URSS considère comme une menace pour sa sécurité.
La Corée du Sud a cherché à faire du commerce avec l'Union soviétique avant même l'arrivée au pouvoir de Mikhaïl Gorbatchev.

### Fédération de Russie

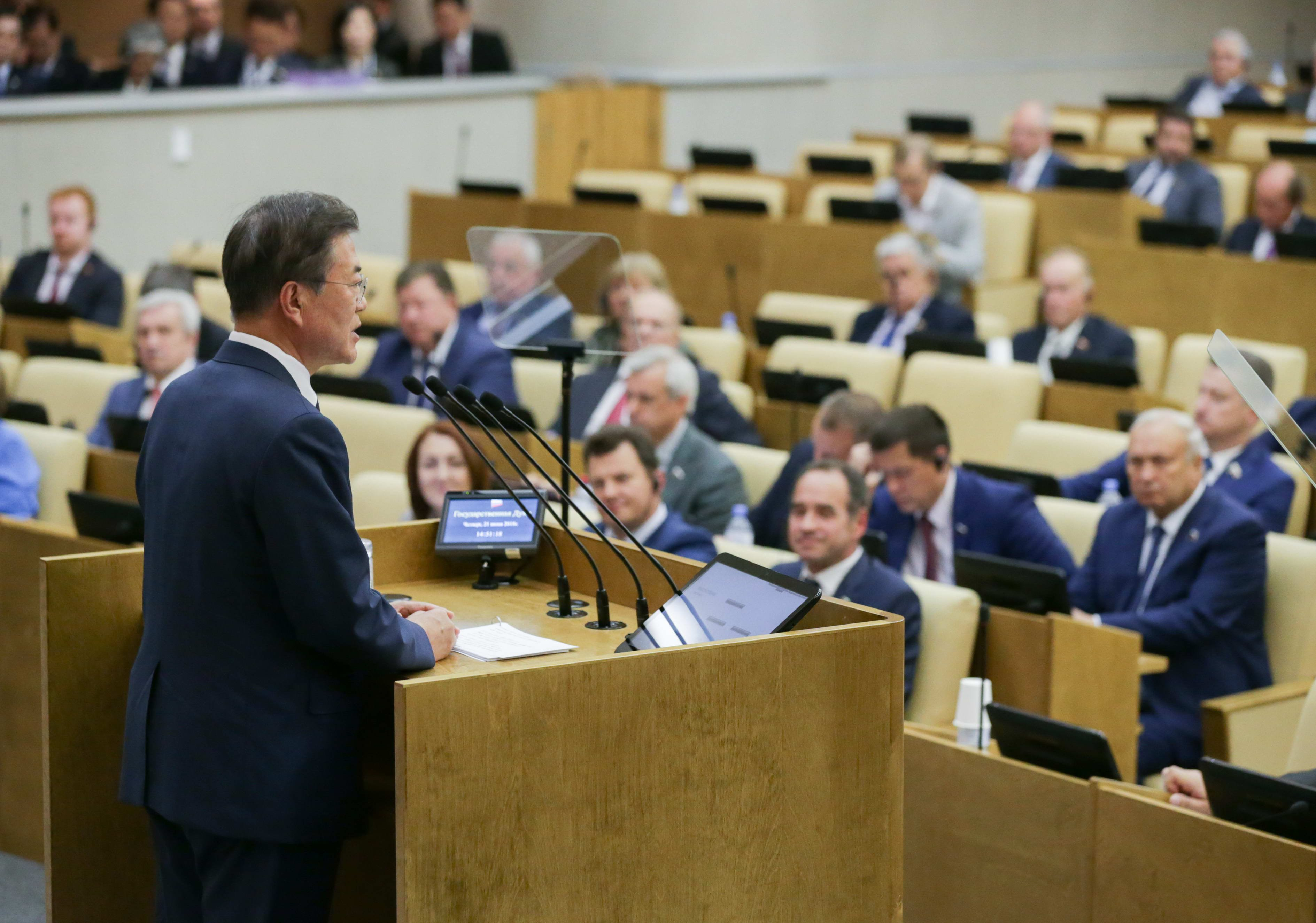
Le président sud-coréen Moon Jae-in devant la Douma le 21 juin 2018.

La Corée du Sud et la Russie établissent des relations diplomatiques à partir de 1991 et de la dislocation de l'Union soviétique. Le 20 novembre 1992, la Russie et la Corée du Sud signent un accord prévoyant des visites régulières des responsables de la défense et des navires de guerre des deux pays.

## Coopération économique
La Corée du Sud et la Russie collaborent à la construction d'un complexe industriel bilatéral dans la zone économique de Nakhodka, dans l'Extrême-Orient russe, et au développement des champs de gaz à Irkoutsk. Les deux parties sont également convenues de coopérer pour rétablir la liaison entre le futur chemin de fer intercoréen et le chemin de fer Transsibérien. La Russie a exprimé le souhait de devenir un vecteur pour les exportations sud-coréennes vers l'Europe, qui se font désormais par bateau, en reliant le chemin de fer coréen au Transsibérien.

## Nucléaire nord-coréen
Après l'essai nucléaire du 25 mai 2009 pour lequel la Corée du Nord a été l'objet de nombreuses critiques, Pyongyang menace d'attaquer la Corée du Sud pour avoir adhéré à un plan dirigé par les États-Unis visant à contrôler les navires soupçonnés de transporter des armes de destruction massive. De nombreuses agences de presse à Moscou craignaient que cette décision ne conduise à une guerre nucléaire. La Corée du Nord a également menacé de nombreux autres pays à travers le monde. Quelques jours plus tard, le président sud-coréen Lee Myung-bak et le président russe Dmitri Medvedev sont convenus lors d'un appel téléphonique qu'une réponse internationale forte était nécessaire, y compris une action de l'ONU, a déclaré le bureau de Lee Myung-bak. La Russie a déclaré qu'elle travaillerait avec Séoul à une nouvelle résolution du Conseil de sécurité des Nations unies et à la relance des négociations internationales sur le dossier nucléaire nord-coréen.